# Euphyia conversata
Euphyia conversata är en fjärilsart som beskrevs av Walker 1862. Euphyia conversata ingår i släktet Euphyia och familjen mätare. Inga underarter finns listade i Catalogue of Life.